# Saint-Cosme-en-Vairais
Saint-Cosme-en-Vairais là một xã trong tỉnh Sarthe ở tây bắc nước Pháp. Xã này nằm ở khu vực có độ cao từ 67-180 mét trên mực nước biển.